# Trichromia onytes
Trichromia onytes är en fjärilsart som beskrevs av Pieter Cramer 1777. Trichromia onytes ingår i släktet Trichromia och familjen björnspinnare. Inga underarter finns listade i Catalogue of Life.

## Bildgalleri

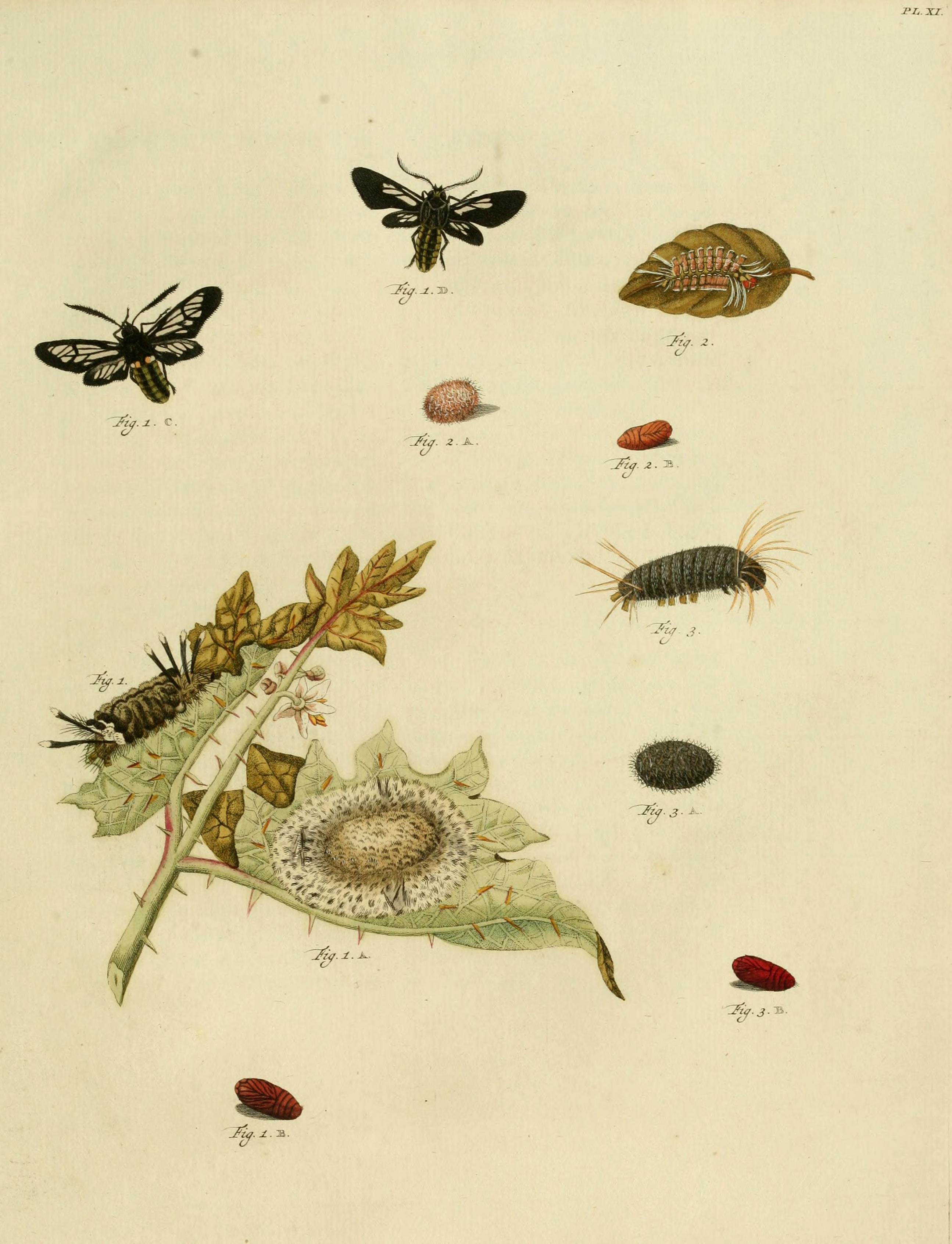
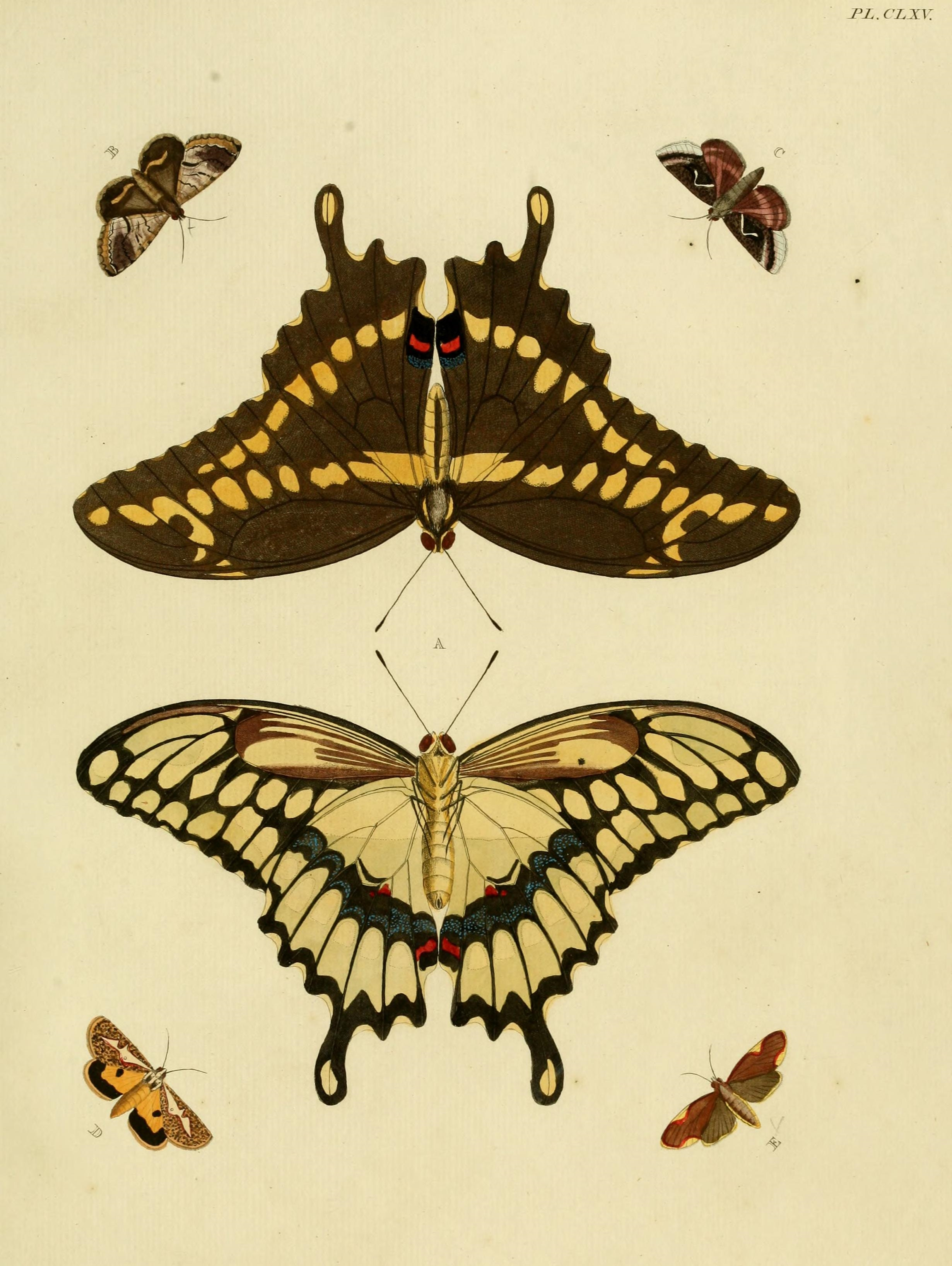
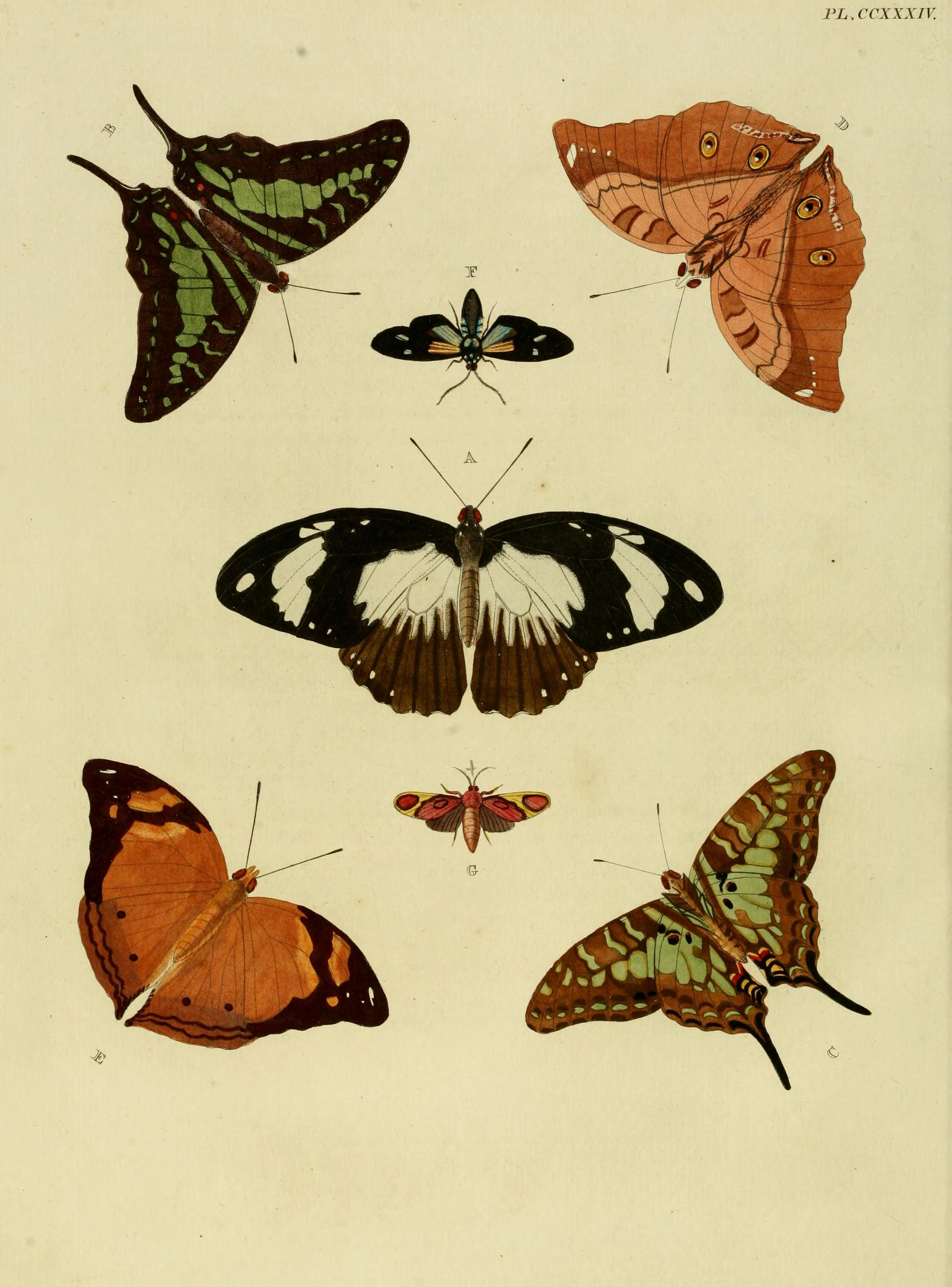